# 村井資長
村井 資長（むらい すけなが、1909年（明治42年）11月22日 - 2006年（平成18年）3月31日）は日本の工学者、早稲田大学名誉教授、日本カナダ教育文化交流財団理事長。早稲田大学第10代総長、早稲田奉仕園第6代理事長、恵泉女学園大学初代学長。キリスト教プロテスタントである。次男村井吉敬は早稲田大学客員教授を務めた。旧姓日野西。

## 経歴

### 生い立ち
北海道茅部郡石倉村（現森町）濁川の広大な日野西牧場で農場を経営していた日野西長輝（日野西光善三男）の三男として生まれた。日野西家は京都の堂上華族。1916年に父親が日本統治下の朝鮮・慶尚南道の村井進永農場の農場長に就任したため翌年から一年間、現地の内地人用小学校に通う。小学校3年より叔母の家があった岡山県成羽町で暮らし、旧制岡山県立高梁中学校（現・岡山県立高梁高等学校）を経て、父親の帰国により東京の私立高千穂中学校に転校し卒業。在学中に肋骨炎を患い4か月ほど病床で過ごした。
叔母日野西薫子が妻に先立たれていた村井吉兵衛のもとに嫁いだことで日野西家と村井家の関係が生じた。村井吉兵衛は当時のタバコ事業で成功した新興財閥である。16歳で村井吉兵衛の孫の禎子と婚約（婿入り）。村井家で暮らしはじめ、第一早稲田高等学院を経て1933年に早稲田大学理工学部応用化学科（燃料工学専攻）卒。早稲田大学大学院理工学研究科修士課程修了、早稲田大学大学院理工学研究科博士課程修了。養祖父の村井は大隈重信夫妻の遠縁で親交があり、早大の維持員も務めていた。

### 村井家に婿入り
1938年村井薫子の養女となっていた禎子とかねてから決まっていた通り婿養子縁組婚姻、村井資長と改姓した。千葉県市川市に新居を構え、禎子の恩師・河井道の指導の下、キリスト教伝道所と日曜学校を始め、幼稚園を開設した。
早稲田大学理工学部助手、専任講師、助教授を経て、1954年早稲田大学理工学部教授に就任。第一理工学部長、教務部長、常任理事を経て1970年 - 1978年に第10代総長を務める。総長として、早稲田大学100周年記念事業として、新キャンパス造成、新学部設置計画を推し進めた。

### 第3次早大闘争
1972年の早大リンチ殺人川口大三郎事件に端を発した第3次早大闘争時には、総長団交を求める一部学生に授業中に拉致される騒ぎに遭った。同年、リンチ被害者の母親を館長に「川口記念セミナーハウス」の建設を早大原理研究会から提案され、主旨に賛同した村井夫妻は自身の伊豆の別荘を提供、被害者母に大学から払われた見舞金と原理研系の「早稲田学生新聞会」による街頭募金を原資に建設が進められ、1976年に完成したが、登記簿に統一教会の修練場とあるのを知り、驚いた村井が別荘地を売り払おうとしたところ、セミナーハウス建設委員会と妻の禎子の署名入りで建物と土地を統一協会に寄進する旨の「お願い書」の存在を知る。妻ともども騙されたと感じた村井は1978年にルポライターの茶本繁正らと「原理運動を憂慮する会」を結成し、その代表世話人となった。会員には上智大学長ヨゼフ・ピタウ、評論家松浦総三、元ルーテル神学大学長岸千年、東京神学校校長尾山令仁、矯風会会頭谷川和子、参議院議員市川房枝、学者家永三郎、隅谷三喜男、映画監督岡本愛彦、作家吉原公一郎、牧師森山諭らが名を連ねた。
『週刊ポスト』1978年9月1日号の記事「私たちは地獄の底で統一教会の正体を知った」でこの川口記念セミナーハウス事件が報じられると、発行元の小学館とともに統一教会から名誉棄損で提訴され、10年の係争ののち、1988年に東京高裁の仲介で和解、1992年には『週刊文春』7月16日号に「統一教会 桜田淳子､山﨑浩子にダマされるな!--元早大総長が集団結婚を徹底批判」と題された手記が掲載され、再び統一教会から名誉棄損で版元の文芸春秋社とともに訴えられ、8年の裁判の末、和解した。

## 人物像
村井総長時代は新キャンパスを、千葉市沿岸の幕張新都心に造成する方向で進めていたが、村井総長退任後、後任の総長清水司は一転、突如として埼玉県所沢市に開設することを決定した。この早稲田大学の不可解な方針転換の裏には、早稲田出身で西武鉄道グループ総帥の堤義明の熱心な招致運動があったとされる。
幕張派対所沢派で招致合戦は、西武の堤に加え、ソニーの井深大、千葉選出の国会議員臼井荘一（自民党）など多くの早稲田大学校友を巻き込み、結局新キャンパス地の決定は、多数決で決められることになり、所沢に決定した。所沢新キャンパスには人間科学部がつくられ、後にスポーツ科学部も設置された。
村井はその後、日本私立大学連盟会長、私立大学審議会会長、財団法人早稲田奉仕園理事長、外務省日米文化教育合同委員会委員日本代表、東京都教育委員会委員長、恵泉女学園大学学長、東京デザイン専門学校名誉校長などを歴任。
1990年11月に勲一等瑞宝章を受章している。1995年には川上哲治らと共に「さわやか国民会議」を発足させた。2006年3月31日、肺炎のため96歳で死去。

## 著作
- 蝋山政道 編「私立大学における施設費および研究費」『大学制度の再検討』福村書店、1962年7月。全国書誌番号:62005800。
- 『変貌した大学の改革を 早稲田からの提言』同時代社、1981年11月。全国書誌番号:82007634。
- 『早稲田の杜は生きている 村井資長の証言』村井地球環境財団準備委員会事務局、1998年5月。ISBN 9784931194625。全国書誌番号:99065717。

### 共著
- 村井資長、曽野綾子『何のための教育か』講談社、1978年4月。全国書誌番号:78015695。

### 編著
- 『沙漠緑化への途 文明の転換』早稲田大学出版部〈早稲田大学理工総研シリーズ 4〉、1995年7月。ISBN 9784657956354。全国書誌番号:96027860。

### 監修
- 早稲田大学理工学総合研究センター草炭研究会 編『草炭の科学 21世紀に役立つ天然有機質資源』村井資長監修、早稲田大学事業部、1998年5月。全国書誌番号:99123825。